# Karel Bartošek
 Karel Bartošek (30. června 1930 Skuteč – 9. července 2004 Paříž) byl český a po emigraci francouzský historik a publicista, jeden ze spoluautorů Černé knihy komunismu.

## Život
Karel Bartošek pocházel z dělnické rodiny, v mládi vstoupil do KSČ a napsal několik velice tendenčních prokomunistických knih, především publikaci Američané v západních Čechách (1953), která pojednávala o „řádění a protilidové činnosti“ amerických vojáků (označovaných za okupanty) v Plzni a v okolí po osvobození tohoto regionu. Vystudoval historii na Filozofické fakultě Univerzity Karlovy, stal se zde profesorem a v letech 1960 až 1970 byl členem Československé akademie věd. Ve své odborné práci se zaměřoval především na novodobé české dějiny.
S ortodoxním komunismem se ale postupně rozešel. Významně se angažoval v pražském jaru 1968, byl z KSČ vyloučen, pracoval jako pomocný dělník u Vodních staveb a v roce 1972 byl šest měsíců vězněn. V roce 1977 se stal signatářem Charty 77. Roku 1982 poté, co StB poslala jeho rodině domů rakev s tím, že je mrtev, emigroval do Francie, kde se připojil k CNRS. Následující rok byl zbaven československého občanství. Ve Francii byl do roku 1996 vědeckým pracovníkem Ústavu pro soudobé dějiny v Paříži.
Roku 1999 se podílel jako jeden ze spoluautorů na vydání Černé knihy komunismu, která se pokouší shrnout rozličné zločiny (vraždy, deportace, mučení atd.), jejichž pachatelem jsou orgány komunistických států.

## Dílo
- Hanebná role amerických okupantů v západních Čechách v roce 1945, společně s Karlem Pichlíkem, Svoboda, Praha 1952,
- Američané v západních Čechách v roce 1945, společně s Karlem Pichlíkem, Mladá fronta, Praha 1953,
- Z dějin dělnického hnutí na Plzeňsku: o úloze pravicových sociálních demokratů, společně s Karlem Pichlíkem, Státní nakladatelství politické literatury, Praha 1954,
- Přehled československých dějin. Díl 3, 1918–1945, ČSAV, Praha 1958,
- Pražské povstání 1945, Naše vojsko, Praha 1960,
- Dějepis pro 9. ročník základní devítileté školy, Státní nakladatelství politické literatury, Praha 1963,
- Odboj a revoluce 1938–1945: nástin dějin československého odboje, společně s Gustavem Barešem a Antonínem Benčíkem, Naše vojsko, Praha 1965,
- Independent Historiography in Czechoslovakia, 1985,
- Občanská společnost v Československu a revolta roku 1968, Paříž, duben 1988 (uloženo na blisty.cz: pdf, v google cache)
- Zpovídání: pražské rozhovory 1978–1982, '68 Publishers, Toronto 1989,
- Svědek Husákova procesu vypovídá, společně s Ladislavem Holdošem, Naše vojsko, Praha 1991,
- Dějiny a paměť: výběr francouzských studií o vztahu dějin a paměti válek, odboje a kolaborace, Historický ústav Armády ČR, Praha 1993,
- Le Livre noir du communisme: Crimes, terreur, répression, 1997, spoluautor, česky jako Černá kniha komunismu: zločiny, teror, represe, Paseka, Praha a Litomyšl 2000,
- Les Aveux des archives. Prague-Paris-Prague, 1948–1968 (1996), česky jako Zpráva o putování v komunistických archivech: Praha-Paříž (1948–1968), Paseka, Praha a Litomyšl 2000,
- Český vězeň: svědectví politických vězeňkyň a vězňů let padesátých, šedesátých a sedmdesátých, Paseka, Praha 2001,
- Les sociétés, la guerre et la paix de 1911 à 1946: Europe, Russie puis URSS, Japon, États-Unis, 2003,
- Češi nemocní dějinami: eseje, studie, záznamy z let 1968–1993, Paseka, Praha a Litomyšl 2003.